# Рутсвајлер ам Глан
Рутсвајлер ам Глан (њем. Rutsweiler am Glan) општина је у њемачкој савезној држави Рајна-Палатинат. Једно је од 98 општинских средишта округа Кузел. Према процјени из 2010. у општини је живјело 332 становника. Посједује регионалну шифру (AGS) 7336089.

## Географски и демографски подаци
Рутсвајлер ам Глан се налази у савезној држави Рајна-Палатинат у округу Кузел. Општина се налази на надморској висини од 210 метара. Површина општине износи 1,6 km². У самом мјесту је, према процјени из 2010. године, живјело 332 становника. Просјечна густина становништва износи 209 становника/km².

## Међународна сарадња
| Мјесто | Држава    | Врста сарадње | Од    |
| ------ | --------- | ------------- | ----- |
|        | Француска | партнерство   | 1985. |
| Извор  |           |               |       |